# Lilla teatern, Lund
För andra betydelser, se Lilla teatern.
Lilla Teatern är en amatörteater i Lund med anor från studentteater och proggtider. Teatern hade adressen Stortorget 1, från 1990-2013. Sedan januari 2014 finns teaterns lokaler i fastigheten Stenkrossen på Kastanjegatan 13 i Lund.

## Historik
Lilla teatern startade som Lunds studentteater 1933. Spelplatsen var AF-borgen i Lund.

### 1950-talets lilla teatern
På 1950-talet uppstod Lilla teatern då mitt emot centralstationen, i en gammal industrilokal. I denna lokal uppstod traditionen att spela på en scen på golvet med publiken på gradänger i ett L-format scenrum. Bland de aktiva kan nämnas Åke Arenhill som scenograf och Jan Hemmel som regissör. Bland publiken märktes bland annat Malmö stadsteaters chef - Ingmar Bergman. Under denna period var Lilla teatern bland annat känd för sin teaterljussättning. Teatern tillverkade sina egna strålkastare, bland annat av delar från Bulltofta flygplats strålkastare.
Lokalen stängdes på grund av bristande brandsäkerhet. Några av de husvilla medlemmarna var senare med om att starta Teater 23 i Malmö.

### 1960-talet Lunds studentteater och Lilla teatern
1959 flyttade Lilla teatern till Sandgatan 14 och upplevde där en glansperiod. För att blidka brandkåren var man tvungen att endast spela för sina egna medlemmar. Lilla teatern tog därvid upp sin koppling till studenterna och återupplivade namnet Lunds studentteater. Därmed kunde man spela för alla studenter.
Under studentrevolten var Lilla Teatern en livaktig deltagare i debatten samt återtog sitt namn, lilla teatern (i gemener), för att visa att man var till för folket.
Flera olika grupper har sprungit ur Lilla teatern, ibland på grund av schismer eller oenighet mellan olika medlemmar i Lilla teatern. Grupper som skapats av före detta Lilla teaternmedlemmar är till exempel Teater Proteus med Ulf Gran. Nationalteatern (Göteborg)  har sitt ursprung från Lilla Teatern med ett mellanspel i Malmö som Gorillateatern

### Lilla teatern blir amatörteaterförening igen
1983 havererade den fasta ensemblen på Lilla teatern och endast amatörteaterverksamheten blev kvar. Teatern överlevde främst tack vare att några före detta medlemmar startade Lunds Teaterskola och hyrde in sig i teaterns lokaler. När fastighetsägaren senare sålde lokalerna blev teatern uppsagd. Som orsak angavs att lokalen hade hyrts ut i andra hand utan tillstånd. Men den inflyttande frikyrkan hade nog ändå velat komma åt teaterns lokaler. Under denna tid börjar de olika grupperna i Lilla teatern att uppträda under egna namn.

### Gamla elverket
Efter ett år utan fasta lokaler fick Lilla teatern tillgång till gamla elverket på Winstrupsgatan 1. Där inreddes en provisorisk scen där flera pjäser spelades. Nämnbara kan vara Elisabeth Bam. Även ett Bulgariskt gästspel skedde i dessa lokaler.

### 1990-talet och Stortorget 1
1990-talet inleddes med att nya lokaler invigdes på Stortorget 1. Där hade teaterns medlemmar först rivit ut en gammal datacentral, kommunens datacentral. Därefter hade kommunen byggt upp väggar, installerat kök och toalett, och så inredde medlemmarna själva resten, inklusive scengolv, teknik och publikplatser.

## Föreställningar

### Sandgatan 14, 1959-86

#### Efter fasta ensemblen 1983-86
- 1983 Ragnarök, elevföreställning Lunds Teaterskola.
- 1983 Afrikansk dans, gästspel av Bemankan
- 1984 Ur balans, dansföreställning med Karin Dackman
- 1984 Nikes döttrar, dansgästspel av Greta Lindholm
- 1984  (Teater Stampen)
- 1984 Café Cabaré, enklare underhållning
- 1984 gästspel av Teatergenuique
- 1984 Morgonrodnadens bro, elevföreställning, Lunds teaterskola
- 1984 Där man ständigt älskar (Novelisterna)
- 1984 Fågelkonferensen, elevföreställning, Lunds teaterskola
- 1984 Det går an
- 1984 Dansgästspel, Karin Thulin
- 1984 Trämålning, elevföreställning, Lunds teaterskola
- 1984 51-årsjubileum 30-40-tal
- 1984 51-årsjubileum 50-talet
- 1984 51-årsjubileum 60-70-talet
- 1984 51-årsjubileum 80-talet
- 1984 Halvard Jensen Show, gästspel
- 1984 Natteater
- 1984 Moderskärlek
- 1984 Duvorna skiter på Karl I (Fäbodsteatern) regi/manus: Sven-Erik Olsson, ljus: Pär Egevad
- 1985 Svarta Blommor gästspel av Teater Albatross
- 1985 Trämålning, elevföreställning, Lunds teaterskola
- 1985 Ögonblick, Skymningsteatern
- 1985 Mitt hjärtas landskap, Sara
- 1985 duvorna skiter på Karl III, (Fäbodsteatern) regi/manus: Sven-Erik Olsson, ljus: Pär Egevad
- 1985 Ensamhetens ansikten, gästspel av och med Nadia Bogazzi
- 1985 Ett veckoslut, Livsviktigt, ett dansgästspel av Karin Thulin
- 1985 Stormen, ett gästspel av Osby dockteater
- 1985 Natt och dag, ett dansgästspel
- 1985 Borderline,   Collage om relationer (Polymerusgruppen) regi: Kirsten Roth och Staffan Gerdmar, ljus: Pär Egevad
- 1985 Dora Frankel
- 1985 Hanjo
- 1985 Eri Neja gästspel
- 1985 The Playful Penguin
- 1985 The Zoo Story, regi: Vladimir Oravsky
- 1985 Sharazade, gästspel från Stockholm
- 1986 Aniara av Harry Martinson, (Aniaragruppen) regi: Lotta Sandelin, ljus: Pär Egevad
- 1986 Bernts fiol + Lektionen
- 1986 The Zoo Story, regi: Vladimir Oravsky
- 1986 The Playful Penguin (Fäbodsteatern) regi: Sven-Erik Olsson, ljus: Pär Egevad

### Lokaler på stan, 1987
- 1987 Lilla teatern gästspelar i Novi Pazar, Bulgarien
- 1987 Bus stop
- 1987 The Playful Penguin II (Fäbodsteatern) regi/manus: Sven-Erik Olsson, ljus: Pär Egevad (Stadsbibliotekets hörsal)

### Gamla Elverket, 1988-89
- 1988 Tre starka kvinnor, en barnteaterföreställning
- 1988 Thalias barnbarn
- 1988 Elisabeth Bam, (Fäbodsteatern) regi: Sven-Erik Olsson, ljus: Pär Egevad
- 1988 Bobby & Olga, gästspel
- 1988 Hoffmans äventyr
- 1988 Kärlek och hinder
- 1988 ArtAudio en engångsföreställning
- 1988 Bulgariskt teaterutbyte, gästspel från Novi Pazar
- 1988 Krigets kvinder, gästspel Teater Cantabile 2
- 1989 Underlund konstinstallation av konstnär Magnus Wallin

### Stortorget 1, 1990-2013
- 1990 Tegelmannen, Regi Per Wickström
- 1990 Söndagspromenaden
- 1990 Indiansaga, gästspel Byateatern Kalmar
- 1990 Instängda människor, gästspel teater Cantabile 2
- 1990 Eldtimmen Onkel Vanja
- 1990 Krog, gästspel teater Proteus
- 1991 Ängla Camille
- 1991 Kung Ubu
- 1991 Den gråtande gossen
- 1991 Sanningsleken, av Oline Stig, regi: Anna Tulestedt, musik: Anders-Petter Andersson, ljus: Pär Egevad, i roller: Ann Dahlberg, Micke Matz, Maria Samuelsson, Mark Blomberg, Theresa Karlbjörn och Nina Waldeborn.
- 1991 Kvinnotransport
- 1991 Socker Conny, gästspel
- 1991 Medea gästspel Larssons teaterakademi. Göteborg
- 1991 Sanningsleken, teaterfestival i Rokiskis, Litauern*
- 1991 Tysk teaterfestival, från Leipzig
- 1991 Den skalliga Primadonnan, av Eugene Ionesco. (Lilla teaterns ungdomsgrup) Regi: Ulf Rosquist
- 1991-1993 Hesitation Obeslutsamhet (Fäbodsteatern) regi/manus: Sven-Erik Olsson, ljus: Pär Egevad
- 1991 Kranes konditori av Cora Sandel (Kantänka)
- 1992 Den skalliga primadonnan/Lektionen av Eugene Ionesco. Regi: Ulf Rosquist
- 1992 Nattcafé
- 1992 Hoppa, regi: Anna Tulestedt
- 1992 Teaterutbyte, Lilla Teatern i Leipzig
- 1993 Ett dockhem av Henrik Ibsen. Regi: Ulf Rosquist
- 1993 Krig!' Internationel  War Festival med Montazstroj Theatre, Kroatien (föreställning på stadsteatern), Théâtre de Nihilo Nihil, Frankrike samt konstnärerna Magnus Wallin och Max Liljefors. Festivalen organiserad av ArtTrade/Fäbodsteatern/Lilla teatern.
- 1994 Tribadernas natt av P O Enquist (Dagmargruppen) Regi: Ulf Rosquist
- 1994 Sams trasiga änglar, gästspel av Teater Albatross
- 1994-1995 Movements, Moments, Omen (Fäbodsteatern) Regi: Sven-Erik Olsson, ljus: Pär Egevad  (även ATR-festival Västerås 1995)
- 1994 Pyromanerna av Max Frisch (Max Teater)regi: Kenneth Persson
- 1995 Volpone av Ben Jonson (Max Teater)Regi: Kenneth Persson
- 1995 Jungfruleken av Jean Genet Regi: Erik Hammar
- 1995       Frun från havet av Henrik Ibsen (Dagmargruppen) Regi: Ulf Rosquist
- 1996        Sandlådan av Kent Andersson & Bengt Bratt (Dagmargruppen) Regi: Ulf Rosquist
- 1996        Sex roller söker en författare av Luigi Pirandello Regi: Klara Röjåås
- 1997        Othello av William Shakespeare (Dagmargruppen) Regi: Ulf Rosquist
- 1997        Genom förtrollade glasögon (Klaras grupp) Regi: Klara Röjås
- 1998        Glasmenageriet av Tennesse Williams (Dagmargruppen) Regi:Ulf Rosquist
- 1999        När vi döda vaknar av Henrik Ibsen (Dagmargruppen) Regi:Ulf Rosquist
- 1999       Tillståndet av Kent Andersson & Bengt Bratt (Klaras grupp/Teater Ventil)
- 2000        Jacques eller underkastelsen av Eugene Ionesco (Teater Ventil)
- 2001        Kung Lear av William Shakespeare (Teater Ventil)
- 2002        Till Fedra av PO Enquist Regi: Malla Lindahl
- 2000        Timmarna med Rita av Willy Russell (Dagmargruppen) Regi: Ulf Rosquist
- 2001        I lodjurets timma av P.O Enquist  (Dagmargruppen) Regi: Ulf Rosquist
- 2003        Spela för mig, Zorba, fritt efter Nikos Kazantzakis (Dagmargruppen) Regi: Ulf Rosquist
- 2003        Fernando Krapp av Tankred Dorst (teater_apa) Regi: Mathias Rosquist
- 2003        Poäng. Regi: Sara Säthersten.
- 2004        Gatan av Jim Cartwright (Teater Ludigra) Regi: Sofia Bjerding
- 2004        Allt skulle ju bli så bra/I sin verklighet, av och med teater_apa. Regi: Mathias Rosquist
- 2005        Inför lyckta dörrar av Jean-Paul Sartre (Teater_apa) Regi: Mathias Rosquist
- 2005        Kafkas apa (Teater Lombroso) Regi: Ulf Gran
- 2005        Shakespeare i Baren(Teatergruppen POÄNG) Regi; Håkan Carlsson och Nina Katzman
- 2005        Linje Lusta av Tenessee Williams (Teater Ludigra) Regi: Cihangir Gültekin
- 2005        Sånt är livet av Annmari Asker (Teater Trots)  Regi: Stig Holmdén
- 2005        Död åt Tengil - Kötta han med klacken! Regi: Amelie Nörgaard
- 2005        Anne Franks Dagbok (Dagmargruppen) Regi: Ulf Rosquist
- 2006?       Den starkare/Paria av August Strindberg (Teater Lombroso) Regi: Ulf Gran
- 2006        Tango av Slawomir Mrozek.(Teatergruppen POÄNG) Regi: Håkan Carlsson
- 2006        Björnen av Anton Tjechov (Zon 240) Regi: Lizah Bengtsson
- 2006        Burar av Dave McKean (Ventil) Regi: Andreas Josefsson
- 2006        Gökboet av Dale Wasserman (Teater Ludigra) Regi: Cihangir "Challe" Gültekin
- 2006        En Himmelsk afton av Ingela Björck (Teater Trots)  Regi: Titti Andersson
- 2006        Andorra av Max frisch  (Avd. för envägskommunikation och propaganda) Regi: Michael Thanning Bergholt
- 2006        Måsen av Anton Tjechov  (teater _apa). Regi: Mathias Rosquist
- 2007        Och utanför ligger havet av Mattias Andersson. (Teatergruppen POÄNG) Regi: Thomas Jacobsson
- 2007        Fedras kärlek av Sarah Kane  (Teater Ludigra) Regi: Cihangir Gültekin/Nina Jeppsson
- 2007        Idiotens berättelse (Teater Zon 240) Regi: Lizah Bengtsson
- 2007        Blå Rummet av Annmari Asker (Teater Trots)  Regi: Titti Andersson
- 2007        Sophie Scholl av Therése Hammar (Teater Curage) Regi: Johan Lundin
- 2007        Cabaret Hemlös, av och med teater_apa. Regi: Mathias Rosquist. Även externa spelningar i Lund och Malmö 2007-2008
- 2008        Fröken Julie av August Strindberg (teater_apa) Regi: Anne Berglund. Representerade även Sverige vid NEATA-festivalen (Baltic Amber) i Riga 2008.
- 2008        Saga och Sanning av Annmari Asker, Ingela Björck och Ulla Hallström (Teater Trots) Regi: Titti Andersson
- 2008        Din tanke är statens egendom, fritt efter Karin Boyes roman Kallocain (Envägskommunikation) Regi: Michael Thanning Bergholt
- 2009        Prinsessan Göran av Amelie Nörgaard (Långrandiga hossor)Regi: Lotta Fahlén och Lisa Mårtensson
- 2009        Kukmanualen av Thérése Snell Eriksson med Lotta, Lisa, Thérése, Nichola, Anna, Sara, Jimmy, Bengt och Cihangir
- 2009        Möss och människor av John Steinbeck (Dagmargruppen) Regi: Ulf Rosquist
- 2009        Lilla Teatern Festival 2009
- 2009        Änglasyn(Vem fan startade allt det här?) av Dejan Dukovski (Teater_apa) Regi: Pomme Johansson Corvellec. Spelades även på Teater Pero i Stockholm.
- 2009        Två Enaktare [Kråkboet av Ingela Björck och Livets Trappa av Annmari Asker] (Teater Trots). Regi: Christina Cecarec/Annmari Asker
- 2009        Smultron av Anna Hellsten. Regi: Paula Brante (Teater GerillaGorillan)
- 2009        Styx (Aktion Direkt) Iformsättare: Jimmy Offesson
- 2010        Man skjuter väl hästar så... Fritt efter Horace McCoy (Dagmargruppen/teater_apa) Regi: Ulf Rosquist
- 2010        Lilla Teaterfestivalen 2010
- 2010        Kulturnatten
- 2010        Jungfruleken av Jean Genet (Subteatern)
- 2010        Petra von Kants bittra tårar av Rainer Werner Fassbinder (Subteatern)
- 2010        Hjul på jul, specialskriven för Teater Trots av Katarina Mazetti. Regi: Jimmy Offesson.
- 2011        Federicos död av Federico Garcia Lorca. (Teater Ariadne) Regi: Staffan Gerdmar
- 2011        Tribadernas natt av P O Enquist. (teater_apa) Regi: Mathias Meyrell (fd Rosquist)
- 2011        Huset Ushers undergång av Edgar Allan Poe (Zon 240) Regi: André Josefsson
- 2011        Lilla Teaterfestivalen 7-8 maj
- 2011        Svulstiga skärvor, eller Jag vet inte – nyskrivna feministiska godmorgonsagor. Av och med Teater Jinsia.
- 2011        Nypremiär av Tribadernas natt av P O Enquist. (teater_apa). Regi: Mathias Meyrell.
- 2011        Inte riktigt som du. Av och med Tjipke S. Schmidt
- 2012        Bikupan av Annmari Asker (Teater Trots). Regi: Jimmy Offesson
- 2012        Kärleksfulla mord (Dagmargruppen) Regi: Ulf Rosquist
- 2012        Krevader av Sarah Kane (Drevet) Regi: Camilla Allgulander
- 2012        Gubbröra och jungfrubröst, av August Strindberg och Annmari Asker. (Teater Trots) Konstnärlig rådgivare: Jimmy Offesson
- 2012        Uppspel av tisdags- och onsdagsgruppen(Barngrupperna)
- 2012        I säng med Lilla Operan, av och med Lilla Operan. Regi: Mia Finnsdotter
- 2012        Inte riktigt som du, av och med Tjipke S. Schmidt
- 2012        Seraljen, fritt efter Mozart (Lilla Operan) Regi: Mia Finnsdotter
- 2012        Dejt med Strindberg med Teater Oscar
- 2012        Är det sant?!? av och med Teater Take away
- 2013        Från regnormarnas liv av P O Enquist (Dagmargruppen). Regi: Ulf Rosquist
- 2013       Misantropen av Molière (Teater Ariadne). Regi: Daniel Feltborg
- 2013       Trassel i trädgården - La finta giardiniera, av Wolfgang Amadeus Mozart (Lilla Operan)
- 2013       Sonja och Johan berättar den hiskeliga historien om Titus Andronicus, fritt efter William Shakespeare (Teater Dictat). Regi: Sonja Lindblom, Johan Svensson
- 2013       Carnage (Massakerguden) av Yasmina Reza (Teater Zon 240). Regi: Lizah Bengtsson
- 2013       Psykos kl. 4:48 av Sarah Kane (Taliaderna) Regi: Mia Finnsdotter
- 2013       Minnenas Masquerade - Lilla teaterns 80-årsjubileum. Av Niklas Brorup, Lizah Bengtsson, Mathias Meyrell. Regi: Lizah Bengtsson, Mathias Meyrell
- 2013       Parasiter och Nördar av Mats Almqvist (Teater Oscar). Regi: Sten Erici

### "Stenkrossen", Kastanjegatan 13, 2014-
- 2014       Thommy bor inte här längre av Mathias Meyrell, Raluca Dintica, David Lindh (Distriktsteatern). Regi: Distriktsteatern (Även externa spelningar i Lund)
- 2014       Trots allt av Patric Larsson (Teater Ariadne). Regi:
- 2014       Kulturnatten på Lilla teatern
- 2014       Höstsol av Annmari Asker (Teater Trots). Regi: Titti Andersson
- 2014       Skvaller av Neil Simon (Teater Oscar). Regi: Sten Erici
- 2014       Luce é Scuro av Anna Dahlberg och Johan Knuutinen (Teater Argon). Regi: Anna Dahlberg och Johan Knuutinen
- 2014       Linero i centrum av Anna Dahlberg (Teater Argon). Regi: Anna Dahlberg och Johan Knuutinen
- 2014       Livets alla känslor av Anna Dahlberg och Johan Knuutinen (Teater Argon). Regi: Anna Dahlberg och Johan Knuutinen
- 2015       Efter Vildanden av Mathias Meyrell, efter Henrik Ibsen och en idé av Ulf Rosquist (Dagmargruppen). Regi: Lizah Bengtsson och Ulf Rosquist
- 2015       Flat - en monolog om cancer, bröst och identitet av Therése Hammar, Musik: Tjipke S Schmidt. Regi: Tjipke S Schmidt På Scen: Therése Hammar.